# Accident ferroviaire de Granges-près-Marnand
L'accident ferroviaire de Granges-près-Marnand est une collision frontale entre deux trains régionaux survenue le 29 juillet 2013 à 18 h 45 (CEST) à Granges-près-Marnand, dans le canton de Vaud en Suisse.

## Description
Le 29 juillet 2013 à 18h44, le train régional 12976 Payerne - Lausanne est entré en collision avec le train RegioExpress 4049 Lausanne - Payerne à la sortie côté Lausanne de la gare de Granges-Marnand sur la ligne de la Broye longitudinale. 
La collision s'est produite à la hauteur de l'aiguillage de sortie de la gare à la suite du départ prématuré du train régional 12976 en direction de Lausanne qui se remit en marche, après avoir marqué l'arrêt en gare de Granges-Marnand, alors que le RegioExpress 4049 y amorçait son entrée afin de croiser l'autre train. Ces deux trains transportaient quarante-six passagers.
Le conducteur du RegioExpress se dirigeant vers Payerne, un Français âgé de 24 ans, est mort sur le coup après avoir déclenché le freinage d'urgence. Son corps fut retrouvé durant la nuit, après six heures de travail, coincé dans la cabine de conduite,,,. C'est la première fois depuis 25 ans qu'un conducteur de train meurt en service en Suisse,. Le conducteur du train se dirigeant vers Lausanne, âgé de 54 ans, a suivi la procédure en actionnant le frein d'urgence et en quittant son poste avant l'impact afin de se mettre à l'abri dans le compartiment fourgon. Il n'a donc pas été blessé. On dénombre en outre trente-cinq blessés dont cinq graves. Vingt-cinq d'entre eux ont été transportés dans les hôpitaux de la région.  
Au total, le bilan d'un mort et trente-cinq blessés fait de cet accident de train le plus grave survenu en Suisse depuis 2003. Trente ambulances, un hélicoptère, trente-quatre médecins et infirmiers, trente-sept gendarmes et vingt-huit pompiers ont été envoyés sur les lieux.
La ligne a été fermée à la suite de l'accident entre Payerne et Moudon.

## Déroulement
La gare de Granges-Marnand est située sur la ligne Payerne-Lausanne. Il s'agit d'une ligne à voie unique, c'est-à-dire qu'il n'y a qu'une voie parcourue dans les deux sens.
La gare en elle-même est composée de deux voies principales, seule la voie 1 disposant d'un quai apte à effectuer un service commercial, soit embarquer et débarquer des passagers. En direction de Lausanne, deux voies de débords en cul-de-sac destinés aux services des marchandises existent également.
Disposant d'un enclenchement et d'une signalisation relativement ancienne, la gare n'en est pas moins aux normes. La signalisation en elle-même est composée dans les deux sens de marche :
- d'un signal avancé d'entrée.
- d'un signal d'entrée, et sur le même mât d'un signal avancé de sortie.
- d'un signal de sortie, situé après l'aiguille reliant les voies 1 et 2 et s'adressant à elles.

Dans le sens Payerne - Lausanne, le signal de sortie est à environ 350 mètres de la fin du quai. Aussi, afin d'aider à mieux le reconnaitre, un signal "Annonciateur de voie libre" a été installé sur la voie 1, à 60 mètres de la fin du quai. Lorsque le signal de sortie côté Lausanne ne présente pas l'image d'arrêt, l'annonciateur présente une flèche qui permet au mécanicien de s'assurer, en cas de brouillard notamment, que le signal présente bien une image l'autorisant à se mettre en mouvement. Lorsque le signal est à l'arrêt, l'annonciateur est alors éteint.
Les croisements en gare de Granges-Marnand n'ont lieu que la semaine et seulement à certaines heures. Dans la marche du train, sur le document permettant au mécanicien de circuler et contenant entre autres les arrêts, vitesses de ligne et autres faits remarquables, aucune indication ne mentionne ces croisements.
Le jour de l'accident, il faisait beau.

### Train régional 12976 Payerne - Lausanne

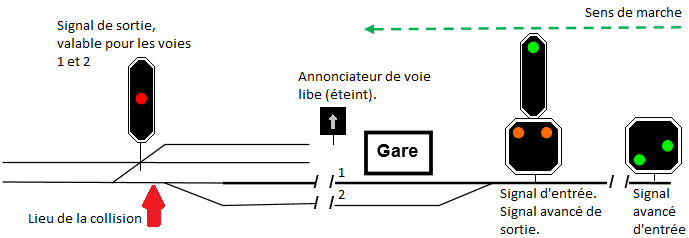
Parcours du train 12976.

Le mécanicien du train arrivant de Payerne effectuait ce jour-là une prestation de réserve, et c'était son dernier jour de service avant de partir en congé.
Lors de l'entrée en gare, il a franchi le signal avancé de sortie - qui renseigne le conducteur sur l'image présentée par le signal suivant - en position d'avertissement, lui annonçant ainsi que le prochain signal présentait l'image "Arrêt". L'appareil de sécurité a alors émis un impulsion sonore et lumineuse en cabine, qui a été quittancée par le mécanicien. Le rapport du Service d'enquête suisse sur les accidents (SESA) relève que ce signal présentait systématiquement cette image lors d'une entrée en gare en provenance de Payerne pour éviter la fermeture prolongée d'un passage à niveau situé plus loin sur la ligne.
Ensuite, conformément à l'horaire, le train s'est immobilisé en gare de Granges - Marnand et y a effectué son service commercial. Le mécanicien de locomotive a déclaré avoir alors fermé ses rétroviseurs et mis l'inverseur de marche en position "0" comme cela est préconisé lors d'un arrêt devant un signal présentant l'image "Arrêt".
Conformément à la réglementation, le mécanicien est seul responsable du départ. Aussi, lorsque l'heure de départ fut atteinte, le mécanicien a cru que le signal présentait "Voie libre", il a fermé les portes et le train s'est remis en marche.
À la vitesse de 68km/h, après que le mécanicien ait aperçu le train croiseur arriver dans sa direction, le freinage d'urgence a été déclenché et un bref coup de sifflet fut émis. Trois secondes plus tard, à 60km/h, la collision avait lieu.

### Train RegioExpress 4049 Lausanne - Payerne

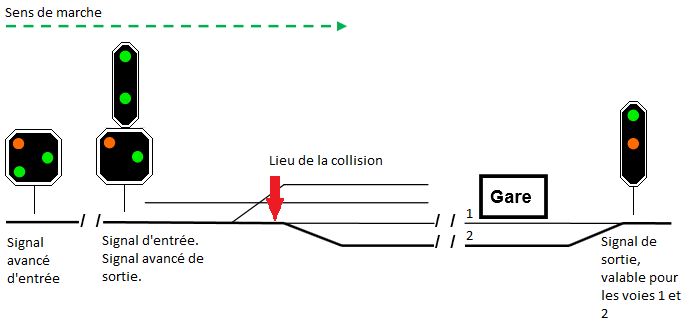
Parcours du train 4049.

Le mécanicien effectuait un service normal, il venait d'effectuer sa pause à Lausanne et retournait vers Payerne.
Le mécanicien a rencontré le signal avancé d'entrée de Granges-Marnand présentant l'image 3*, soit "Annonce de vitesse à 60km/h". Il a alors ralenti son convoi afin d'atteindre cette vitesse à hauteur du signal d'entrée de Granges-Marnand, qui présentait l'image 3 (Vitesse 60km/h) accompagnée de l'image 2* (Annonce de vitesse 40km/h).
À la vitesse de 58km/h, le freinage d'urgence a été déclenché. Deux secondes plus tard, la collision avait lieu à la vitesse de 45km/h environ.
Le mécanicien étant décédé lors de l'accident, seul l'enregistrement tachygraphique a permis de reconstituer le fil des événements.

### Chef-circulation de Granges-Marnand
Après l'arrêt du train 12976 en gare, le chef-circulation a établi l'itinéraire sans arrêt, par la voie 2 en déviation, pour le train croiseur 4049.
Lorsque le train 12976 s'est mis en route, alors que le signal de sortie présentait toujours "Arrêt", le chef-circulation s'est rué sur le quai duquel il a émis des coups de sifflet et gesticulé en tentant d'attirer l'attention du mécanicien sur son erreur.
Aucune procédure particulière n'existant pour arrêter un train dans pareille situation, les efforts du chef-circulation furent inutiles et celui-ci avertit alors les secours.

## Causes
La collision s'est produite, car le train 12976 Payerne - Lausanne est parti de Granges - Marnand alors que le signal qui s'adressait à lui présentait l'image "arrêt" (soit un feu rouge).
Divers facteurs ont été retenus par le SESA comme ayant contribué à l'accident :
- L'absence d'équipements de sécurité modernes (ZUB).
- Les processus "Geste métier Départ du train", pouvant conduire à une certaine routine lors d'arrêts fréquents

D'autres facteurs peuvent avoir eu un impact :
- Les conditions météorologiques au moment du départ de Granges-Marnand, à contre-jour.
- Le fait que le signal avancé de sortie présentait systématiquement l'image "Avertissement" lors de l'entrée en gare de Granges-Marnand, avec ou sans croisement, pour éviter la trop longue fermeture d'un passage à niveau.
- L'absence de renseignement des mécaniciens sur les croisements effectués.
- L'indication des heures dans la marche des trains, qui prévoyait un départ trois minutes avant l'arrivée du train croiseur.

## Hommages
En hommage au conducteur tué dans cet accident, quelque 3 000 trains sifflent ensemble à 14 h le 2 août 2013 dans toute la Suisse. Son enterrement a lieu le même jour à Cessy, dans le département de l'Ain en France, en présence du directeur des CFF Andreas Meyer et d'une cinquantaine de cheminots.

## Conséquences
Le système de sécurité de la gare de Granges-Marnand est de type Integra-Signum comme les deux tiers des systèmes de sécurité du réseau suisse et date de 1958. En 2013, deux systèmes plus efficaces sont utilisés en Suisse et le directeur des CFF Andreas Meyer déclare qu'il souhaite accélérer la modernisation des signaux de sécurité,.
Le 30 août, les CFF annoncent plusieurs mesures pour augmenter la sécurité du chemin de fer   : le chef de circulation donnera à nouveau l'autorisation de départ du train dès le 1er octobre à Granges-Marnand et dans six autres gares et les contrôles de qualité internes seront renforcés. De plus, un programme décidé en 2011 qui prévoit l'installation de 1700 points de signalisation pour un coût de 50 millions de francs est avancé de 2020 à 2018. Ces signaux permettront d'arrêter le train avant un feu rouge et de diminuer les risques d'accident par deux.

## Épilogue judiciaire
Quatre ans après l'accident, le « mécanicien », c'est-à-dire le conducteur du train, est condamné pour n'avoir pas respecté le signal indiquant de rester à l'arrêt, et les conséquences involontaires de cette négligence. Sa peine est une amende (90 jours de salaire), sans incarcération. Malgré les propos du mécanicien et ses témoins invoquant une insuffisance des conditions de travail et de formation, son employeur, CFF est mis hors de cause. CFF est opérateur de transports ce qui implique une obligation de résultats de ne pas avoir d'accident, mais sa responsabilité est écartée.